# Justin Willman
Justin Willman (nacido el 11 de julio de 1980) es un mago, comediante, productor y personalidad televisiva estadounidense. Él es el creador y estrella de Magic for Humans en Netflix. La tercera temporada de Magic for Humans se estrenó el 15 de mayo de 2020. Ha hecho apariciones regulares en The Tonight Show, The Ellen DeGeneres Show y Conan. Su primer especial de comedia/magia Sleight of Mouth se estrenó en Comedy Central en 2015. Ha presentado los programas Cupcake Wars, Halloween Wars, King of Cones en Food Network, Disney's Win, Lose or Draw en Disney Channel, junto con Baking Impossible y The Magic Prank Show.

## Vida personal
Nacido en St. Louis, Missouri, Justin Willman comenzó a entretenerse a la edad de 12 años, después de romperse ambos brazos. Su cirujano ortopédico le recomendó aprender trucos de cartas como alternativa a la terapia ocupacional y para recuperar la destreza en sus manos. Pronto actuó para amigos y familiares y luego, finalmente, en fiestas de cumpleaños bajo el nombre artístico de "Justin Kredible" (un juego de palabras simplemente increíble), un nombre que le dio su madre. Desde entonces ha abandonado el nombre artístico, usando su apellido Justin Willman en todo su trabajo profesional.
Willman se graduó de Ladue Horton Watkins High School en St. Louis, luego se graduó en Emerson College en Boston, donde se especialicó en periodismo de radiodifusión. Fue criado como católico.
Willman reside en Los Ángeles con su esposa Jillian Sipkins, su hijo Jackson Willman y su hija Rosie Willman.

## Carrera
Willman ha realizado su magia en "Magic Meltdown" en YouTube, que se convirtió en una serie web para el canal Nerdist e incorporó algunos de los trucos de sus recorridos de magia. En Magic Meltdown, Willman realizó trucos basados en un tema elegido como la tecnología, los niños y la comida.
En 2011, actuó para la primera familia para la fiesta de Halloween de la Casa Blanca. En 2014, James Galea pidió a Willman, junto con Justin Flom y Nate Staniforth, que formara Band of Magicians.

### Presentador de TV
De 2009 a 2013, Willman presentó Cupcake Wars en Food Network. También fue anfitrión de Halloween Wars y Last Cake Standing en Food Network, así como el programa de variedades Hubworld y el programa de juegos Scrabble Showdown en Hub Network.
Willman comenzó a presentar Win, Lose or Draw en Disney Channel, un renacimiento de la versión adolescente del programa de juegos Burt Reynolds y Bert Convyclassic en 2014. En julio, Comedy Central ordenó un piloto para Sleight of Mouth, un programa semanal de variedades basado en la magia presentado por Willman. El programa no fue recogido, pero Comedy Central emitió el piloto en abril de 2015 como especial.
Willman es el presentador y productor ejecutivo del programa Magic for Humans que se estrenó en Netflix el 17 de agosto de 2018. La temporada 2 de Magic for Humans se estrenó el 4 de diciembre de 2019 y el tercero el 15 de mayo de 2020.
Willman apareció como juez invitado en la primera temporada de Nailed It! de Netflix. ¡Vacaciones! y la temporada 3 de Sugar Rush.
Willman presenta el programa de Netflix de 2021 Baking Impossible, un programa sobre panaderos e ingenieros de la competencia que hacen increíbles estructuras de repostería.
Willman es el presentador y productor ejecutivo del programa de Netflix de 2024 The Magic Prank Show con Justin Willman, un programa sobre bromas mágicas.

### Actuación
En 2003, Willman tuvo un breve papel como asistente de profesor en el programa de la WB Gilmore Girls: Temporada 4 Episodio 3 "El Hobbit, el sofá y Digger Stiles".
Willman ha protagonizado como invitado el programa de CBS Defenders, e hizo un cameo en la comedia de Disney The Suite Life on Deck, donde interpretó a Armando.
En 2014, apareció en un cortometraje llamado All's Fair, dirigido por Todd Strauss-Schulson.
En 2020, Willman tuvo un cameo en la película Magic Camp, para la que también se desempeñó como consultor de magia.

## Filantropía
Willman es el director de magia y forma parte de la junta directiva de la organización sin fines de lucro MagicAid, una 501(c)(3) con sede en Nueva York.